# Ermesinda de Luxemburg, contesă de Namur
Ermesinda de Luxemburg (n. cca. 1080 – d. 24 iunie 1143) a fost o nobilă germană din Luxemburg.

## Viața
Ermesinda a fost fiică a contelui Conrad I de Luxemburg cu soția sa, Clementia de Aquitania. După moartea nepotului ei Conrad al II-lea de Luxemburg în 1136, nu mai existau urmași pe linie paternă din casa de Ardennes-Verdun, astfel încât Ermesinda a moștenit comitatele de Luxemburg și Longwy. Cu toate acestea, ea a abdicat imediat în favoarea fiului ei Henric al IV-lea, astfel încât nu a guvernat de fapt comitatul.
Ea este în primul rând cunoscută prin marele număr de donații făcute bisericilor și mănăstirilor. Către sfârșitul vieții, Ermesinda s-a retras la o mănăstire.

## Prima căsătorie
În 1096, Ermesinda s-a căsătorit cu Albert de Moha (n. cca. 1065 – d. 24 august 1098), conte de Dagsburg, Eguisheim, Metz și Moha, precum și protector de Altorf, care anterior fusese căsătorit cu Heilwiga de Eguisheim. Albert și Ermesinda au avut împreună două fiice:
- Matilda (d. după 1157), căsătorită cu contele Folmar de Metz și Homburg, care în 1135 a întemeiat abația de Beaupré
- o fiică necunoscută, căsătorită cu un oarecare conte Aiulf, care este cunoscut dintr-un act din 1124, în care Ermesinda îl numește pe nepotul ei Eberhard ca "fiu al contelui Aiulf".

## A doua căsătorie
În 1109, Ermesinda s-a recăsătorit cu Godefroi, fiul cel mare al contelui Albert al III-lea de Namur; noul ei soț fusese anterior căsătorit cu Sibila de Porcien. Împreună cu Godefroi, Ermesinda a avut următorii copii.
Godfrey and Ermesinde had the following children together:
- Albert (d. cca. 1127)
- Henric cel Orb (d. 14 august 1196), devenit conte de Luxemburg de la 1136 până la moarte, ca și conte de Namur, Laroche, Durbuy și Longwy între 1139 și 1189; de asemenea, el a fost advocatus a abației Sfântului Maximin din Trier și a abației Sfântului Willibrord din Echternach.
- Clementia (d. 28 decembrie 1158), căsătorită în 1130 cu ducele Conrad I din Casa de Zähringen (d. 1152)
- Alice, căsătorită în jur de 1130 cu contele Balduin al IV-lea de Hainaut (d. 8 noiembrie 1171), împreună cu care va prelua comitatul de Namur în 1163
- Beatrice (d. 1160), căsătorită cu contele Ithier de Rethel (d. 1171)